# Boalda gyona
Boalda gyona là một loài bướm đêm trong họ Erebidae.